# Giornale

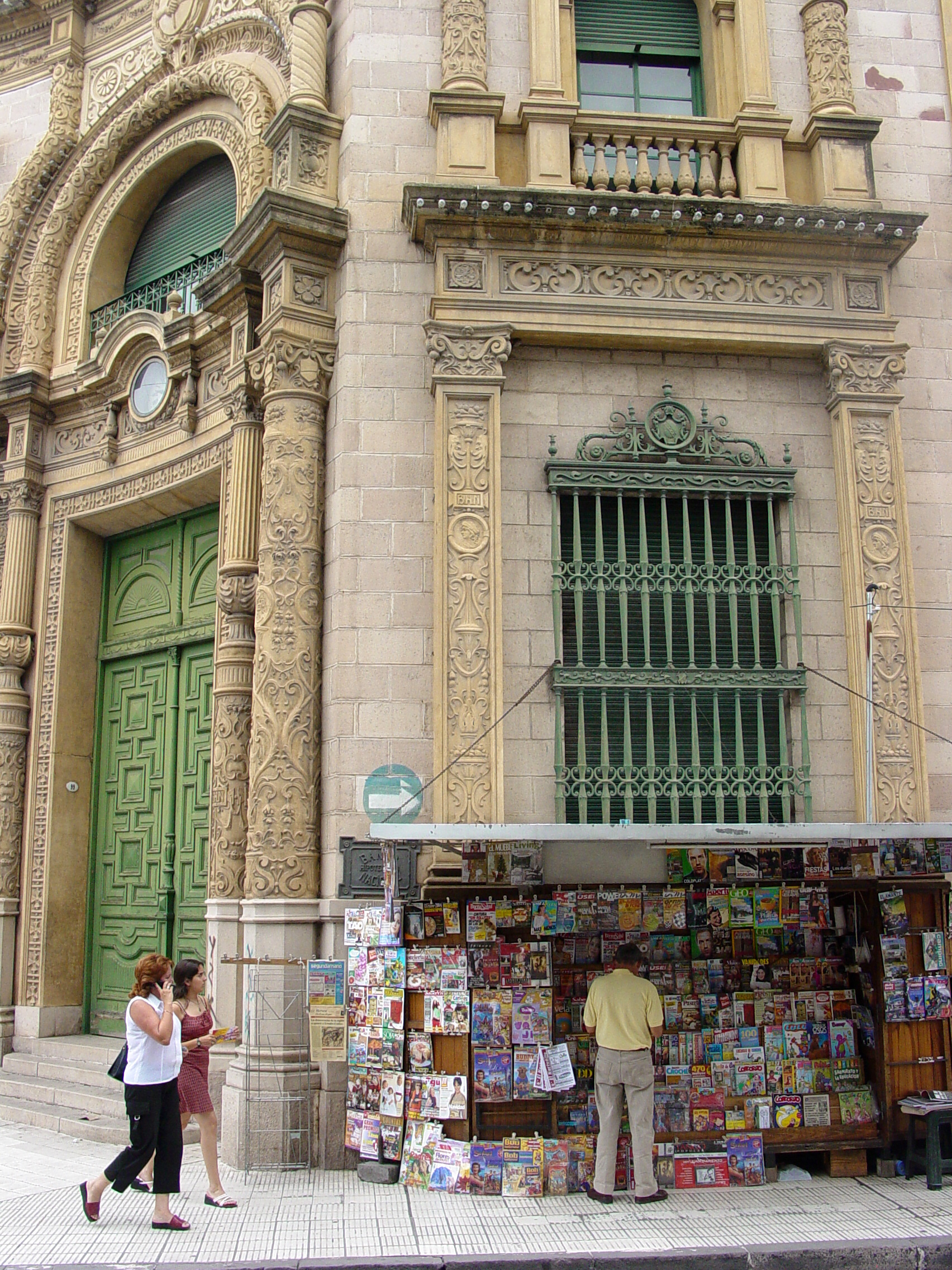
Edicola posta a un angolo di strada a Salta (Argentina).

Un giornale è una pubblicazione periodica con un numero variabile di pagine dedicate a notizie di attualità e di altro genere (politica, economia, cronaca, cultura, spettacolo o sport). Il termine deriva da "giorno" in riferimento all'originaria frequenza giornaliera di pubblicazione ma col tempo l'uso del termine si è esteso anche ai periodici non quotidiani come i settimanali di attualità o di varietà. I giornali fruibili su Internet sono detti giornali online.

## Tipologia
Tipicamente un giornale cartaceo è fatto di fogli non rilegati. In questo senso si distingue dalla rivista. Anche la carta da giornale (non patinata) è diversa da quella di una rivista (patinata). Il numero di pagine di cui si compone un giornale viene detto foliazione. Sono esistiti giornali composti di un solo foglio. Ciò è accaduto in momenti particolari della storia del XX secolo. Ad esempio, durante la seconda guerra mondiale le forze di contropropaganda e di resistenza stamparono i loro giornali su un foglio unico. Tale formato era imposto: dalla scarsità delle risorse disponibili, talvolta dai rischi connessi alla diffusione fisica dello stampato e dalle risorse tecniche disponibili. Un altro fattore era la facilità e la velocità della distribuzione, pubblica o segreta che fosse.
I giornali possono essere classificati in base a:
- formato, cioè alle dimensioni del foglio. In questo senso si distinguono (dal più grande al più piccolo): lenzuolo, berlinese, compact e tabloid;
- argomento: la grande maggioranza dei giornali è “generalista”; esistono tuttavia giornali specializzati in un solo settore: giornali sportivi, giornali economici, giornali di moda;
- supporto di pubblicazione (a stampa, telematico);
- diffusione: a pagamento (venduti in edicola, in libreria o inviati tramite abbonamenti); per abbonamento da quota associativa (abbonamenti riservati a soci dell'attività editoriale o di un'organizzazione); a diffusione gratuita.

## Storia

### Origini

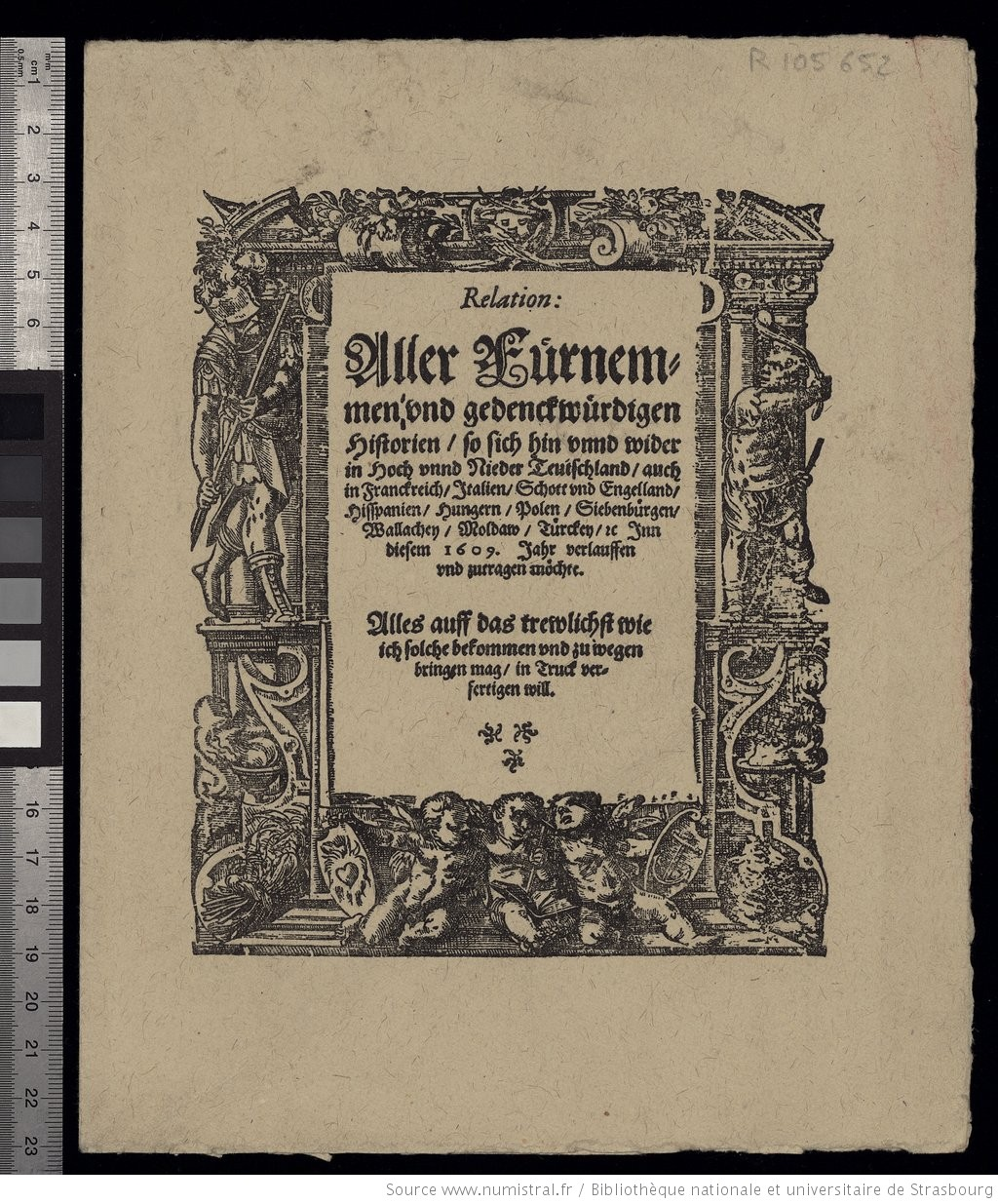
La Relation aller Fürnemmen di Johann Carolus (1609): il primo giornale stampato della storia.

L'invenzione della stampa fu determinante per la diffusione della cultura e delle notizie. Inizialmente i giornali (sia commerciali che istituzionali) uscirono in formato libro; successivamente fu concepito un formato più adatto ai fogli di notizie, notevolmente più ampio. I fogli di notizie furono chiamati "gazzette", da un avviso pubblicato nella Repubblica di Venezia nel 1563 messo in vendita al prezzo di una moneta d'argento detta appunto gazeta.
In Europa il primo giornale a stampa apparve all'inizio del XVII secolo. Intitolato Relation aller Fürnemmen und gedenckwürdigen Historien ("Resoconto di tutte le notizie importanti e memorabili"), uscì a Strasburgo (all'epoca città di lingua tedesca) nel 1609 per opera del libraio alsaziano Johann Carolus (1575–1634). Differiva dai coevi fogli d'informazione perché usciva ad intervalli regolari, di solito una o due volte alla settimana.
Il primo periodico a riportare sul frontespizio la numerazione progressiva fu Alle de Nieuwe Tijdinghen ("Tutte le notizie recenti") di Abraham Verhoeven, uno stampatore di Anversa. Nel 1605 Verhoeven aveva ottenuto il privilegio di stampare e imprimere, su legno o metallo, tutte le future azioni di Alberto VII e della moglie Isabella, governatori dei Paesi Bassi spagnoli impegnati nella guerra di conquista dei territori dei Paesi Bassi settentrionali. È lecito supporre che in principio uscisse a intervalli irregolari. Dal 1620 sono note regolari pubblicazioni.
Alcune caratteristiche dei giornali del Seicento: sono stampati nelle stesse tipografie dove sono stampati i libri, infatti hanno gli stessi caratteri tipografici ed anche lo stesso formato dei libri. La dimensione più diffusa è in ottavo 15×23 cm. Il testo è a tutta pagina (a giustezza di pagina) o al massimo su due colonne (a giustezza di colonna). La foliazione a 4 pagine rimarrà costante per tutto il Seicento, il Settecento, fino al primo Ottocento.
La titolazione è assente. Le notizie riguardavano le case regnanti (o comunque i nobili in genere) e le guerre, apparivano in ordine cronologico ed erano ordinate in base al paese d'origine. Vi erano anche illustrazioni di battaglie. I primi giornali furono stampati su fogli grossolani, grigi; i caratteri restavano impressi con rilievo forte e, inoltre, con rigonfiamento della carta attorno. Per questo il testo veniva stampato su una sola facciata. Occorse molto tempo prima che i giornali venissero stampati su entrambe le facciate.
Il primo quotidiano fu la Einkommende Zeitungen, che aveva come sottotitolo: Resoconto degli affari di guerra e del mondo. Fondata nel 1650 a Lipsia dal libraio Timothäus Ritzsch come settimanale, passò alle uscite quotidiane nel 1660.
Il primo giornale con un'impaginazione a colonne, come i giornali moderni, fu l'Oxford Gazette (poi London Gazette) nel 1665.
Il primo giornale con avvisi pubblicitari fu La Gazette di Parigi (fondata nel 1631).
Il giornale più antico tuttora esistente è la Gazzetta di Mantova, fondata nel 1664.
Caratteristica di questi nuovi giornali fu il formato maggiore, “in folio” (il lato lungo misura 30–38 cm), a cui corrispose una nuova impaginazione.

### I primi giornali apparsi in Europa
| Testata                                                | Città        | Fondazione | Formato  | Periodicità   |
| ------------------------------------------------------ | ------------ | ---------- | -------- | ------------- |
| Relation aller Fürnemmen und gedenckwürdigen Historien | Strasburgo   | 1605       | Libro    | settimanale   |
| Nieuwe Tijdinghen                                      | Anversa      | 1605       | Libro    | settimanale   |
| Avisa. Relation oder Zeitung                           | Wolfenbüttel | 1609       | Libro    | settimanale   |
| (giornale senza titolo)                                | Basilea      | 1610       | Libro    | settimanale   |
| Frankfurt                                              | Francoforte  | 1615       | Libro    | settimanale   |
| Frankfurter Ober-Postamts-Zeitung                      | Francoforte  | 1616       | Libro    | settimanale   |
| Courante uyt Italien, Duytslandt, &c.                  | Amsterdam    | 1618       | in folio | bisettimanale |
| The Weekly Newes                                       | Londra       | 1622       |          | settimanale   |
| La Gazette                                             | Parigi       | 1631       |          | settimanale   |
| (giornale senza titolo)                                | Firenze      | 1636       | Libro    | settimanale   |
| Gazzetta pubblica                                      | Roma         | 1640       | Libro    | settimanale   |
| (giornale senza titolo)                                | Genova       | 1642–1646  | Libro    | settimanale   |
| Bologna                                                | Bologna      | 1643       | Libro    | settimanale   |
| Mercurius Aulicus                                      | Londra       | 1643       |          | settimanale   |

Ancora nel XVII secolo alcuni fogli di notizie erano pubblicati e diffusi senza avere un nome proprio. L'adozione di una testata prese piede lentamente. Tra i nomi più scelti: Gazzetta in Italia e in Francia, Mercurio (anche Araldo) in Inghilterra, Corriere nelle Fiandre. Esiste anche un'altra tipologia, basata sui contenuti:
- Avvisi: fogli di notizie, anonimi, anche manoscritti, con periodicità irregolare;
- Coranti (o correnti): dispacci contenenti essenzialmente avvisi commerciali;
- Gazzette: fogli di notizie che dispongono del privilegio di stampa (in più, sono le sole che hanno accesso alle fonti governative).

### Classificazione per Paese (nascita del primo giornale)
| Paese         | Testata                                                | Fondazione  | Periodicità |
| ------------- | ------------------------------------------------------ | ----------- | ----------- |
| Germania      | Relation aller Fürnemmen und gedenckwürdigen Historien | 1605        | settimanale |
| Fiandre       | Nieuwe Tijdinghen                                      | 1605        | settimanale |
| Svizzera      | (senza titolo)                                         | 1610        | settimanale |
| Paesi Bassi   | Courante...                                            | 1618        | settimanale |
| Gran Bretagna | The Weekly Newes                                       | 1622        | settimanale |
| Spagna        | (senza titolo)                                         | 1626        | settimanale |
| Francia       | La Gazette                                             | 1631        | settimanale |
| Italia        | (giornale senza titolo)                                | 1636        | settimanale |
| Danimarca     |                                                        | 1636        |             |
| Portogallo    | Gazeta de Lisboa                                       | (1641–1647) |             |
| Svezia        | Ordinari Post Tijdender                                | 1645        |             |
| Polonia       | Merkuriusz Polski Ordynaryjny                          | 1661        |             |
| Boemia        |                                                        | 1672        |             |
| Livonia       |                                                        | 1681        |             |
| Stati Uniti   |                                                        | 1690        |             |
| Russia        | Viedomosti                                             | 1702        |             |
| Austria       | Wiener Zeitung                                         | 1703        |             |
| Ungheria      |                                                        | 1721        |             |
| Norvegia      | Adresseavisen                                          | 1767        |             |
| Finlandia     |                                                        | 1773        |             |
| India         |                                                        | 1784        |             |
| Grecia        |                                                        | 1791        |             |
| Turchia       |                                                        | 1795        |             |

### XVIII secolo
I quotidiani trovano maggiore sviluppo nel corso del Settecento, il secolo della Rivoluzione Industriale e della Rivoluzione Francese. La nazione che vede la loro maggiore diffusione e crescita d'importanza è l'Inghilterra, dove la quotidianità delle pubblicazioni si riflette anche nei titoli delle riviste nate in quegli anni, come il Daily Courant del 1702, il Daily Post del 1719 e il Daily Journal del 1720. Sempre in Inghilterra nascono i primi giornali della sera, pubblicazioni trisettimanali dedicate alle zone lontane dalla capitale londinese, e le prime forme di giornalismo leggero, come i periodici The Tatler e The Spectator, diretto quest'ultimo da Joseph Addison.
In Italia i modelli stranieri vennero ripresi: a Venezia da Gaspare Gozzi con La Gazzetta veneta (1760); a Milano con Il Caffè pubblicato dal 1764 al 1766 dai fratelli Verri e da Cesare Beccaria.

### I giornali culturali
I primi esempi di stampa periodica a carattere non informativo compaiono intorno alla metà del Seicento: si tratta soprattutto di pubblicazioni a carattere letterario o scientifico. Per l'Italia si possono citare, ad esempio, il Giornale de' Letterati di Roma, apparso fin dal 1668 e poi imitato da omonime testate a Venezia (1671), Parma (1676) e Modena (1692). Nel 1696 apparve a Venezia un nuovo periodico per eruditi, la «Galleria di Minerva» (1696–1717), seguito nel 1710 dal «Giornale de' letterati d'Italia», considerato il migliore periodico letterario del suo tempo. Nel 1763 fu fondata, ancora nella Serenissima, la Frusta letteraria (1763) di Aristarco Scannabue.

## Il giornale nel diritto italiano
Il giornale è da considerarsi opera collettiva, quindi:
- frutto del lavoro di persone diverse;
- nella quale a determinati collaboratori viene riconosciuta una funzione di coordinamento. Infatti, sebbene ogni articolo sia firmato, l'autore è stato indirizzato verso uno specifico argomento da un collega a lui superiore gerarchicamente (il coordinatore, appunto).

L'autore dei singoli articoli riceve comunque un'esplicita tutela. L'art. 38 della legge sul diritto d'autore italiano (legge 22 aprile 1941, n. 633) permette infatti ai singoli collaboratori dell'opera collettiva di utilizzare la propria opera separatamente, con l'osservanza di eventuali patti convenuti.
Per quanto riguarda il proprietario dell'opera collettiva, l'art. 7 della suddetta legge lo definisce come colui che organizza e dirige la realizzazione dell'opera stessa.
All'art. 3 della normativa viene regolata la protezione delle opere collettive come opere originali, indipendentemente e senza pregiudizio dei diritti d'autore sulle opere o sulle parti di opere di cui sono composte.